# 臺灣高等法院司法官集體收賄案
高等法院司法官集體收賄案，2010年在臺灣爆發的司法貪瀆弊案。臺灣高等法院法官陳榮和、李春地、蔡光治、板橋地檢署檢察官邱茂榮等四名司法官，涉嫌透過白手套謝燕貞、黃賴瑞珍，收受前立委何智輝賄款，將何智輝涉及的銅鑼工業區開發弊案，在二審時，由15年刑期改判為無罪。法官蔡光治、房阿生，另外涉及張炳龍行賄案。
此案爆發後，司法院院長賴英照為負起政治責任請辭獲准。

## 案件經過
法務部於2007年，執行正己專案，檢方鎖定多位涉貪法官，進行監聽。檢察官向臺灣臺北地方法院聲請監聽，由法官周占春下令核准，周法官同時指導檢調人員，提示監聽目標。
高院前法官陳榮和、李春地、蔡光治、房阿生 等人，在前檢察官邱茂榮、前法官邱創舜穿針引線下共收賄850萬元，分別將涉銅鑼弊案的前立委何智輝、涉貪前法官張炳龍改判無罪，弊情曝光後還透過前檢察官張權教唆偽證。
2010年7月15日，高等法院法官陳榮和、李春地、蔡光治、板橋地檢署檢察官邱茂榮、白手套謝燕貞、黃賴瑞珍等六人遭收押。

## 法院判決
2011年6月30日，台北地方法院一審宣判，蔡光治20年，陳榮和18年。
2012年8月3日，台灣高等法院二審宣判，前高院法官蔡光治遭重判20年、陳榮和18年、李春地11年6月。至於前板橋地檢署檢察官邱茂榮則被判6年，律師張權則因教唆偽證被判刑2年。
2013年10月17日，最高法院三審宣判，維持二審判決，前法官蔡光治判刑20年、前法官陳榮和判刑18年、前法官李春地判刑11年6月、前檢察官邱茂榮判刑6年、律師張權判刑2年、前檢察官邱創順1年6月、前法官張炳龍1年。全案定讞。

## 後續發展
特偵組在搜索陳榮和法官住處時，查獲90萬元現款，因來源不詳，特偵組另行簽分100年度特他字第61號繼續偵查。陳榮和辯稱現鈔來自於父母過世時的奠儀，特偵組將現鈔號碼提交中央銀行，經中央銀行提供發行日期，確認9成以上現鈔都是在陳榮和父母過世後才發行。但特偵組也無法證明這些現鈔是貪污所得，2014年11月26日，特偵組以財產來源不明罪名，起訴陳榮和。
在偵查過程中，特偵組懷疑民進黨立委柯建銘與吳健保高等法院關說案有關，以100年度特他字第61號案號，申請對他進行監聽，時間長達3年。在過程中，監聽到他與王金平間的對話，疑涉司法關說，又以此案號申請監聽多隻電話，其中包括檢察官林秀濤、立法院節費小總機等。在檢察總長黃世銘召開記者會，公布監聽譯文後，引發九月政爭。